# Liste der Bodendenkmale in Sachsen
In der Liste der Bodendenkmale in Sachsen sind die Bodendenkmale im Bundesland Sachsen nach dem Stand der im Auftrag des Landesmuseums für Vorgeschichte Dresden zwischen 1982 und 1984 herausgegebenen Auflistungen aufgeführt. Eventuelle Änderungen und Ergänzungen, insbesondere aus der Zeit nach der Wende, sind nicht berücksichtigt, da für Sachsen aktuell keine neueren allgemein zugänglichen Bodendenkmallisten vorliegen. Die Kulturdenkmale sind in der Liste der Kulturdenkmale in Sachsen aufgeführt.
| Bild | Landkreis / Kreisfreie Stadt     | Liste                                                                 | Karte |
| ---- | -------------------------------- | --------------------------------------------------------------------- | ----- |
|      | Bautzen                          | Liste der Bodendenkmale im Landkreis Bautzen                          |       |
|      | Chemnitz                         | Liste der Bodendenkmale in Chemnitz                                   |       |
|      | Dresden                          | Liste der Bodendenkmale in Dresden                                    |       |
|      | Erzgebirgskreis                  | Liste der Bodendenkmale im Erzgebirgskreis                            |       |
|      | Görlitz                          | Liste der Bodendenkmale im Landkreis Görlitz                          |       |
|      | Leipzig                          | Liste der Bodendenkmale in Leipzig                                    |       |
|      | Leipzig                          | Liste der Bodendenkmale im Landkreis Leipzig                          |       |
|      | Meißen                           | Liste der Bodendenkmale im Landkreis Meißen                           |       |
|      | Mittelsachsen                    | Liste der Bodendenkmale im Landkreis Mittelsachsen                    |       |
|      | Nordsachsen                      | Liste der Bodendenkmale im Landkreis Nordsachsen                      |       |
|      | Sächsische Schweiz-Osterzgebirge | Liste der Bodendenkmale im Landkreis Sächsische Schweiz-Osterzgebirge |       |
|      | Vogtlandkreis                    | Liste der Bodendenkmale im Vogtlandkreis                              |       |
|      | Zwickau                          | Liste der Bodendenkmale im Landkreis Zwickau                          |       |